# Mars 1948

## Événements
- 1er mars :
  - Réouverture de la frontière entre l'Espagne et la France.
  - Le Conseil juif de Palestine forme un cabinet de 30 ministres sous la présidence de David Ben Gourion (jusqu'en 1953) formant ainsi l'embryon de l'État d'Israël.

- 10 mars :
  - Guerre civile au Costa Rica. Les partisans d’Ulate prennent les armes sous la direction de José Figueres Ferrer contre les communistes et l’armée.
  - Jan Masaryk, ex-ministre des Affaires étrangères tchécoslovaque, se suicide lors de la Défenestration de Prague.

- 11 mars :
  - Terre-Neuve annonce un plébiscite sur l'entrée de cette province dans le Canada.
  - Le Parlement de Tchécoslovaquie vote la nationalisation des usines de plus de 50 salariés et des propriétés agricoles de plus de 50 ha. En avril, toute l’industrie est nationalisée.

- 12 mars : création du groupe de motards les « Hells Angels » à San Bernardino en Californie (en banlieue de Los Angeles).

- 14 mars : votations fédérales en Suisse. Le peuple rejette, par 481 352 non (63,8 %) contre 272 701 oui (36,2 %), l’arrêté fédéral réglant le régime du sucre.

- 15 mars : Migros ouvre son premier magasin en libre-service à Zurich.

- 17 mars : traité de Bruxelles[1] : alliance militaire occidentale (France, Royaume-Uni, Benelux).

- 18 mars : la république populaire de Bulgarie signe un traité d’amitié et d’assistance avec l’URSS[2].

- 20 mars :
  - Déclaration tripartite (France, Grande-Bretagne, États-Unis) sur le problème de Trieste. Les trois puissances demandent que le territoire libre soit rendu à l’Italie.
  - En désaccord avec les mesures prises dans les zones d’occupation occidentales, le délégué soviétique quitte le Conseil de contrôle interallié mis en place par la conférence de Potsdam et qui cesse désormais de fonctionner.

- 21 mars : en France, promulgation de la loi de création de l'Office Régional des Transports Parisiens, nouvelle autorité de tutelle du réseau, et la Régie autonome des transports parisiens (RATP)[3].

- 23 mars :
  - Maurice Duplessis parle de créer une école de police au Québec[4].
  - Un De Havilland Vampire piloté par John Cunningham bat le record du monde d'altitude sans charge utile en atteignant 18 119 m[5].

- 25 mars : aux États-Unis, première prévision de tornade couronnée de succès, par Robert C. Miller et E. J. Fawbush de la USAAF.

- 26 mars :
  - En France, fondation de la FEN (Fédération de l'Éducation nationale).
  - Mise en marche du prototype du turboréacteur français ATAR 101.

- 28 mars :
  - En Birmanie, début de l'insurrection déclenchée par les communistes du Drapeau Blanc birman, avec 25 000 partisans, armés d'un équipement disparate. Le Drapeau Blanc établit son QG à Pyinmana (actuelle Naypyidaw) et un Front militaire à Pégou où il commence des embuscades.
  - Le Front démocratique conduit par les communistes remporte la quasi-totalité des sièges aux élections roumaine. Petru Groza dirige le gouvernement (fin en 1952). Proclamation de la République populaire roumaine.

- 29 mars : Grand Prix de Pau.

- 31 mars : le Congrès des États-Unis approuve le plan Marshall d'aide à l'Europe.

## Naissances
- 2 mars : Rory Gallagher, guitariste et chanteur de blues irlandais († 14 juin 1995).
- 3 mars : Snowy White, guitariste de rock.
- 4 mars :
  - Loïc Caradec, skipper (voile) français
  - Shakin' Stevens, chanteur gallois
  - James Ellroy, écrivain américain
- 5 mars :
  - Richard Hickox, chef d'orchestre anglais († 23 novembre 2008).
  - Paquirri (Francisco Rivera Pérez), matador espagnol († 26 septembre 1984).
- 6 mars : 
  - Vincent Courtillot, géophysicien français.
  - Guy Montagné, humoriste et comédien français.
- 7 mars :
  - Montserrat Figueras, soprano espagnole.
  - Alexandre Mathis, romancier français.
  - Rick Norlock, homme politique fédéral canadien.
- 9 mars : László Lovász, mathématicien hongrois.
- 10 mars : Jean-Pierre Adams, footballeur français
- 12 mars : Les Holroyd, musicien britannique, fondateur du groupe Barclay James Harvest.
- 14 mars : Maria Minna, femme politique fédéral canadien.
- 15 mars : 
  - Serge Mesonès, footballeur français († 1er novembre 2001).
  - David Albahari, écrivain serbe († 30 juillet 2023).
- 16 mars : Richard Desjardins, musicien québécois.
- 17 mars :
  - Patrice Desbiens, poète, musicien et auteur de chansons canadien.
  - William Gibson, écrivain américain.
  - Jessica Williams, pianiste de jazz américaine.
- 18 mars :
  - Yannick d'Escatha, ingénieur français, directeur du CNES depuis 2003.
  - Guy Lapointe, hockeyeur canadien
- 19 mars : Martine Bijl, chanteuse néerlandaise
- 20 mars : Bobby Orr, hockeyeur canadien
- 21 mars :
  - Pascale Cossart, microbiologiste française.
  - Scott Fahlman, chercheur en informatique américain.
  - John McKay, homme politique fédéral canadien.
- 23 mars : Marie Malavoy, femme politique québécoise.
- 24 mars :
  - Jerzy Kukuczka, alpiniste polonais († 24 octobre 1989).
  - Delio Onnis, football argentin
- 26 mars : Steven Tyler, chanteur américain du groupe de hard rock Aerosmith.
- 30 mars : 
  - Richard Gotainer, chanteur français.
  - Biri Biri, joueur de football gambien († 19 juillet 2020).
- 31 mars :
  - Gary Doer, premier ministre du Manitoba.
  - Al Gore, ancien vice-président américain.

## Décès
- 4 mars : Antonin Artaud, dramaturge, poète et comédien français (° 4 septembre 1896).
- 12 mars : Alfred Lacroix, minéralogiste, volcanologue et géologue français (° 4 février 1863).
- 28 mars :
  - John Duncan MacLean, premier ministre de la Colombie-Britannique (° 8 décembre 1873).
  - Henriette de Belgique, princesse belge devenue par mariage duchesse de Vendôme ( ° 30 novembre 1870).